# Mujeres de negro
Mujeres de negro est une telenovela mexicaine diffusée depuis le 22 août 2016 sur Las Estrellas.

## Distribution
- Ximena Herrera : Katia Salvatierra
- Arturo Peniche : Don Bruno Borgetti
- Mark Tacher : Nicolás Suárez
- Alejandra Barros : Jackie Rivera
- Diego Olivera : Patricio Montenegro
- Mayrin Villanueva : Dona Vannesa Santos                       * Alexis Ayala : Julio Zamora Aldama
- Leticia Calderón : Irene Palazuelos
- Bruno Bichir : Zacarías Zaldívar
- Marcelo Córdoba : Eduardo Quijano, dit Eddy
- Francisco Gattorno : Lorenzo Rivera
- Lourdes Reyes : Rita Kuri
- Emmanuel Palomares : José Rivera
- Manuel Ojeda : Enríquez Montes
- Julieta Egurrola : Isabela Aldama Vda. de Zamora
- Lilia Aragón : Catalina Suárez Vda. de Lombardo
- Diego Escalona : Diego Zamora Leal
- Pedro Sicard : Arturo Iglesias
- Marco de Paula : Sandro Castillo
- Yolanda Ventura : Giovanna
- Isabella Camil : Miriam del Villar
- Jean Paul Leroux : Lascuráin
- Lupita Lara : Tania Rulli
- Juan Ángel Esparza : Víctor Martínez
- Iván Caraza : Esteban González
- Paola Real : Danna Brito
- Adanely Núñez : Rebecca Álvarez
- Arlette Pacheco : Elisa Almonte
- Ricardo Franco : Rico Corona
- Jonathan Kuri : Alberto Ramos
- Sandra Kai : Ximena Torres
- Jony Hernández : Ramírez Muñoz
- Michel Gregorio : Octavio Villar
- Susana Jiménez : Natalia Sánchez

## Diffusion
- Las Estrellas (2016)

## Versions
- Mustat lesket (Nelonen, 2014-2016)

### Sources
- (es) Cet article est partiellement ou en totalité issu de l’article de Wikipédia en espagnol intitulé « Mujeres de negro (telenovela mexicana) » (voir la liste des auteurs).